# بني سنحان (نجرة)

تعديل مصدري - تعديل

بني سنحان هي إحدى قرى عزلة الشعاثمة بمديرية نجرة التابعة لمحافظة حجة، بلغ تعداد سكانها 227 نسمة حسب تعداد اليمن لعام 2004.